# Georges Meunier (affichiste)
Pour les articles homonymes, voir Georges Meunier (homonymie) et Meunier.
Joseph Henri Georges Meunier (Paris, 3 novembre 1869 - Bois-d'Arcy, 11 février 1942) est un peintre, graveur, illustrateur et affichiste français.

## Biographie
Georges Meunier est l'élève du peintre William Bouguereau à l'académie Julian.
Dessinateur au Journal l'Echo de Versailles 1889-1890. 
Il fait ses débuts comme illustrateur satirique pour Le Frou-frou, L'Assiette au Beurre et au journal Le Rire.
Dans la lignée de Jules Chéret et parmi tous ses suiveurs, Georges Meunier est, selon le critique Alain Weill, « certainement le plus talentueux, auteur d'une cinquantaine d'affiches, dont Bullier, Lox, l'Excellent et les Étrennes à la place Clichy sont les meilleures. » Chéret en reproduit cinq dans sa revue Les Maîtres de l'affiche (1895-1900).
Outre ses nombreuses affiches publicitaires qu'il compose pour l’Imprimerie Chaix essentiellement entre 1894 et 1906, il illustre également quelques ouvrages : 
- le Paris-Almanach d’Émile Goudeau, 1896 (Librairie Ed. Sagot)
- Les Maîtres de l'estampe et de l'affiche par Octave Uzanne
- 8 affiches parues dans Le Monde moderne, 6e année, tome XII, juillet-décembre 1900, Albert Quantin éditeur, et dans La Revue de l'art ancien et moderne, 10 janvier 1898, 2e année, tome III n°1

Chez Chaix, il a pour collègues René Péan et Lucien Lefèvre. 
Comme de nombreux affichistes, sa production s'arrête avec la Première Guerre mondiale.
Il est l'auteur de quatre essais, à savoir En lisant l'histoire de Jeanne d'Arc préfacé par Maurice Barrès de l’Académie Française (Delagrave, 1913), Les Montreurs d'esprits (Nourrit, 1916), Jusqu'au bout : images de guerre, d'après un jeune poilu de la classe 1917 (Delagrave, 1917) et Ce qu'ils pensent du "merveilleux" (1910)
Lettre de M. Camille Flammarion à l'auteur.
Mon cher Collègue,
lorsque vous m'avez surpris, l'autre jour ayant mon bureau surchargé d'une montagne de papiers, de dessins, de photographies célestes, de documents divers sur la planète Mars, je n'avais  pu que vous promettre de parcourir l'ensemble des épreuves de votre nouvel ouvrage , car il était difficile de redescendre sur Terre, et je ne pouvais me dégager de cette étude si passionnantes d'un monde voisin qui nous a fait subir en ce moment le supplice de TANTALE...
La bibliothèque Forney lui a consacré une importante rétrospective en 1978, en collaboration avec Daniel Mauban Meunier-Belmontet, petit-fils de l'artiste.[réf. nécessaire]

## Affiches répertoriées
1894 :

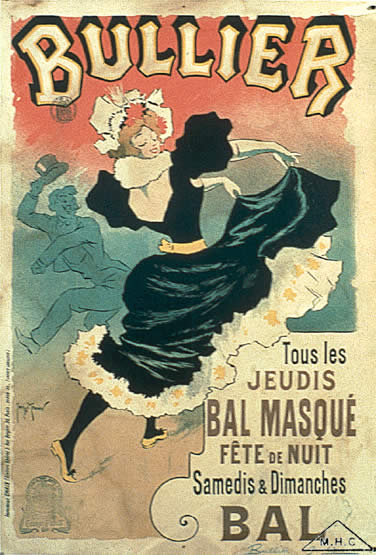

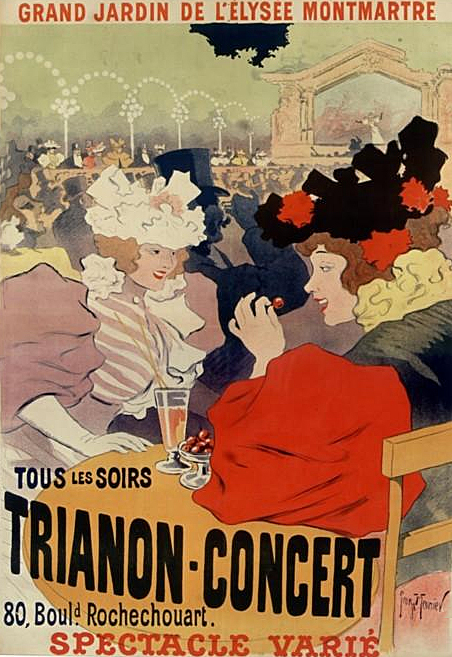

- Bullier. Tous les jeudis bal masqué
- Cheminées russes
- Demandez les confetti « Mousseline » & les serpentins « Express »
- Exposition d'ethnographie générale. Palais du Vélodrome d'Hiver. Le Sahara à Paris
- Folies-Bergère. La Belle Chiquita Electro soleil
- Papier à cigarettes JOB hors concours
- Parfumerie Edea Vachon-Bavoux et Cie
- Pastilles au miel Prunet

1895 :
- Bec Auer et Bec Auer. Évitez les contrefaçons
- Chemin de fer de l’État Paris-Royan
- Cognac Larronde frères. Es el Mejor
- Crème Éclair entremets exquis instantané
- La Dépêche : La Dépêche publiera le 15 janvier la Marâtre par Xavier de Montepin
- Digestif O. Lafon liqueur de table
- L'Excellent consommé de viande de bœuf
- Fêtes de la Presse parisienne pour les soldats de Madagascar
- Grand jardin de l’Élysée Montmartre. Tous les soirs Trianon-Concert, 80 Bd Rochechouart. Spectacle varié
- Chemins de fer de l'Ouest, excursions en Normandie et Bretagne (1895-1900)
- Théâtre de l'Opéra. Samedi 9 février. 2e Bal masqué
- Théâtre de l'Opéra. Samedi 23 février. 3e Bal masqué transformation complète de la salle de bal
- Jardin de Paris. Montagnes russes nautiques
- Frossard's Cavour Cigars. The New Woman
- Liqueur Sève de Fine Champagne P. Blanchard et Cie
- Lox', toni-apéritif par excellence, kina-loxa, koka, kola
- Otard Dupuy et Cie. Cognac
- Prunes d'Ente J. Fau

1896 :
- Concert Duclerc 16 bis rue Fontaine
- A la Place Clichy. Étrennes 7 et 14 décembre
- Moutarde A. Bizouard Dijon

1897 :
- A la Gerbe d'or. 10 quai Pelletier en 1797. Horlogerie Bijouterie 86 rue de Rivoli sur Gallica
- A la Place Clichy. Étrennes [jeune femme/Arlequin]
- A la Place Clichy. Étrennes [jeune femme/Pierrot]
- J.J.B.J. Bouvy. Dordrecht. Spiegel Glasfabriek
- Nansen au Pôle nord. Musée Grévin
- Société philanthropique l'Union du commerce fondée le 7 mai 1847
- Trianon 80 Bd Rochechouart. Spectacle bal concert
- Trianon 80 Bd Rochechouart. Spectacle. Bal. Concert. Ouverture 29 septembre

1898 :
- Folies-Bergère. Loïe Fuller
- Au Bon Marché Lundi grande mise en vente de Blanc Toiles Trousseau linge confectionné

1899-1900 :
- Th. Marcerou. Cirage crème
- Bec Kern. Société française de chaleur et lumière, 22 rue Drouot, Paris
- Radiateur à gaz Clamond. Société française de chaleur et lumière, 22, rue Drouot, Paris
- Réchaud à gaz Clamond
- Exposition d'ethnographie. Palais du vélodrome d'Hiver. Les Touaregs à Paris

1904-1906 :
- Avec l'ouvrage « La voiture d'occasion » du Comte Mortimer Mégret, on achète bon marché des automobiles passant partout sans panne
- Automobiles Ader. Usines, 98 rue de Cormeilles, Levallois-Perret - Magasin, 24 avenue de la Grande-Armée, Paris [3].
- Grand Hôtel Brunnen. Suisse. Lac de Lucerne
- St Cloud. Fête patronale, grandes eaux, cascades lumineuses

1909-1914 :
- L'Ascension du Mont-Blanc
- Au Chic Parisien 28 Nanking road Shanghai
- Concours international de musique 25 28 mai 1912 Grande fête au jardin des Tuileries
- Pâte Marcerou. Crème cirage à la cire
- Chemins de fer d'Orléans. Pont-Aven (Finistère). La rivière à marée haute
- Baudour Source Rouge Fontaine

1920 :
- Emprunt national 5 % 1920... Souscrivez sans frais

1925 :
- Le Trésor des enfants Banania